# رز موتومبو
رز موتومبو کیسه (متولد ۱۹۶۰) وکیل و سیاستمدار جمهوری دموکراتیک کنگو است. او رئیس ملی چارچوب مشورتی دائمی برای زنان کنگو (CAFCO) است. در سال ۲۰۲۱ به عنوان وزیر دادگستری و حافظ مهرها در دولت لوکوند منصوب شد.

## زندگی
رز موتومبو کیسه در ۱۹ مارس ۱۹۶۰ در کانانگا به دنیا آمد. او به عنوان وکیل تحصیل کرد و به عنوان قاضی در دفتر دادستانی کل در شورای دولتی کار کرد. او رئیس ملی چارچوب مشورتی دائمی برای زنان کنگو (CAFCO) بود.
پس از چندین ماه مذاکره دربارهٔ ترکیب اتحادیه مقدس ملت در اوایل سال ۲۰۲۱، در آوریل ۲۰۲۱ رز موتومبو به عنوان وزیر دادگستری در دولت لوکوند اعلام شد.